# CO-9031
CO-9031 es la antigua denominación de la carretera que une las poblaciones cordobesas de Villanueva de Córdoba y Pedroche, en el Valle de los Pedroches, en el norte de la provincia de Córdoba, en España. 
En la actualidad, la nueva denominación de la carretera es CO-6101.